# بيتر كيرلي
بيتر كيرلي (بالإنجليزية: Peter Kerley)‏‏ (27 أكتوبر 1900 في دوندالك - 15 مارس 1979 ) إشعاعاتي من جمهورية أيرلندا.